# Pequeños gigantes (España)
Pequeños gigantes fue un concurso de talentos infantil, producido por La Competencia Producciones y emitido en Telecinco entre el 9 de septiembre de 2014 y el 7 de diciembre de 2015. En este programa, presentado por Jesús Vázquez, los participantes compiten en varias disciplinas, tales como canto, baile y carisma (trucos de magia, imitaciones, realización de parodias y escenas humorísticas), siendo apadrinados por un famoso. Se trata de la adaptación española del formato mexicano homónimo, emitido a través del Canal de las Estrellas.

## Formato
El programa se desarrolla bajo un formato de competencia de talento entre cinco equipos o pandillas, cada uno integrado por un padrino famoso y cuatro niños de entre 4 y 12 años, los cuales se presentan en pruebas semanales desarrollando su talento (baile, canción, magia, parodias...) con el fin de obtener la mejor calificación para su equipo. Los menos afortunados son eliminados hasta quedar solo dos pandillas que se disputarán la victoria del programa, la cual ganará el trofeo de los campeones y una beca de estudios para los cuatro integrantes.
     Presentador
     Jurado
     Padrino
     Concursante
     Invitada
| Equipo del programa  | Profesión                             | Temporadas | Temporadas |
| Equipo del programa  | Profesión                             | 1 (2014)   | 2 (2015)   |
| -------------------- | ------------------------------------- | ---------- | ---------- |
| Jesús Vázquez        | Presentador de televisión             |            |            |
| Angy Fernández       | Cantante y actriz                     |            |            |
| Jorge Cadaval        | Humorista, miembro de Los Morancos    |            |            |
| Melody               | Cantante                              |            |            |
| Adrián Rodríguez     | Actor y cantante                      |            |            |
| Joaquín Prat         | Presentador de televisión             |            |            |
| Lili Hergueta        | Bailarina, coreógrafa y actriz        |            |            |
| Lucas González       | Cantante, miembro de Andy y Lucas     |            |            |
| Marbelys Zamora      | Bailarina                             |            |            |
| Mónica Naranjo       | Cantante                              |            |            |
| Florentino Fernández | Presentador, actor y humorista        |            |            |
| Pablo Gomariz        | Concursante de Pequeños Gigantes 2014 |            |            |
| Jorge González       | Cantante                              |            |            |
| La Dama              | Cantante                              |            |            |
| Roko                 | Cantante                              |            |            |
| Sergio Alcover       | Bailarín, coreógrafo y cantante       |            |            |

### Mecánica
Antes del inicio de la competencia, se forman los cinco equipos, se les da un nombre y son apadrinados por un famoso. De esta manera, se presenta al capitán de cada equipo, se realizan duelos entre dos participantes por cada pandilla en cada categoría, y por cada duelo los jueces eligen a los ganadores que pasan a formar parte de la pandilla. Por último, se presenta a los cuatro niños de la pandilla y a su padrino.
Una vez inmersos en la competición, las pandillas se presentan en galas semanales para demostrar sus habilidades siendo evaluados por los tres miembros del jurado, quienes otorgan puntuaciones de 0 a 10. Además, también obtienen puntos extra por medio de las pruebas de carisma de sus capitanes o en duelos especiales de canto y/o baile. Posteriormente, los promedios de las puntuaciones obtenidas son sumados, dando como resultado la puntuación final de cada equipo, que se irá acumulando gala tras gala.
Al final de cada gala, la pandillita que se encuentre en la última posición de la clasificación general, queda eliminado de la competencia al obtener menos votos por parte del jurado.
Finalmente, quedarán dos pandillas en la final, de los cuales únicamente dos se enfrentarán en una prueba de la que el público decidirá qué equipo debe ganar.

## Primera temporada: 2014

### Presentador
| Presentador   | Edad    | Profesión   | Duración |
| ------------- | ------- | ----------- | -------- |
| Jesús Vázquez | 49 años | Presentador | 2014     |

### Jurado
| Jurado         | Edad    | Lugar de residencia | Profesión                               |
| -------------- | ------- | ------------------- | --------------------------------------- |
| Angy Fernández | 24 años | Palma de Mallorca   | Cantante y actriz                       |
| Jorge Cadaval  | 54 años | Sevilla             | Humorista, miembro del dúo Los Morancos |
| Melody         | 23 años | Sevilla             | Cantante                                |

### Padrinos
| Padrinos         | Edad    | Lugar de residencia | Profesión                              |
| ---------------- | ------- | ------------------- | -------------------------------------- |
| Adrián Rodríguez | 25 años | Barcelona           | Actor y cantante                       |
| Lili Hergueta    | 27 años | Madrid              | Bailarina, coreógrafa y actriz         |
| Marbelys Zamora  | 38 años | Madrid              | Bailarina y coreógrafa                 |
| Lucas González   | 32 años | Cádiz               | Cantante, miembro del dúo Andy y Lucas |
| Joaquín Prat     | 39 años | Madrid              | Presentador de televisión              |

### Pandillas
Cada pandilla está conformada por capitán famoso, un cantante, una pareja de bailarines y un talento.
| Pandilla                            | Cantantes      | Edad    | Residente                  | Bailarines       | Edades  | Residentes | Talentos        | Edad   | Residente | Puesto alcanzado                     |
| ----------------------------------- | -------------- | ------- | -------------------------- | ---------------- | ------- | ---------- | --------------- | ------ | --------- | ------------------------------------ |
| LOS REBELDES (Adrián Rodríguez)     | Aarón Barrull  | 12 años | Santander                  | Ariadna Villalba | 10 años | Barcelona  | Triana          | 4 años | Almería   | Ganadores de Pequeños Gigantes       |
| LOS REBELDES (Adrián Rodríguez)     | Aarón Barrull  | 12 años | Santander                  | Felipe García    | 9 años  | Madrid     | Triana          | 4 años | Almería   | Ganadores de Pequeños Gigantes       |
| PEQUEÑOS GUERREROS (Lili Hergueta)  | Evelyn Cabrera | 11 años | Las Palmas de Gran Canaria | María Braojos    | 11 años | Madrid     | Pablo Gomariz   | 5 años | Murcia    | Segundo Lugar de Pequeños Gigantes   |
| PEQUEÑOS GUERREROS (Lili Hergueta)  | Evelyn Cabrera | 11 años | Las Palmas de Gran Canaria | Álvaro Moreiras  | 12 años | Madrid     | Pablo Gomariz   | 5 años | Murcia    | Segundo Lugar de Pequeños Gigantes   |
| LOS IRRESISTIBLES (Marbelys Zamora) | Bibiana Llanos | 11 años | Madrid                     | María Márquez    | 10 años | Mérida     | Samuel Martín   | 5 años | Sevilla   | 3.os Expulsados de Pequeños Gigantes |
| LOS IRRESISTIBLES (Marbelys Zamora) | Bibiana Llanos | 11 años | Madrid                     | Daniel Ramos     | 9 años  | Mérida     | Samuel Martín   | 5 años | Sevilla   | 3.os Expulsados de Pequeños Gigantes |
| SUPERPODEROSOS (Lucas González)     | Eva Mendoza    | 10 años | Madrid                     | Lucía De Col     | 10 años | Málaga     | Daniela e Iván  | 5 años | Sevilla   | 2.os Expulsados de Pequeños Gigantes |
| SUPERPODEROSOS (Lucas González)     | Eva Mendoza    | 10 años | Madrid                     | Arturo Fajardo   | 10 años | Alicante   | Daniela e Iván  | 5 años | Sevilla   | 2.os Expulsados de Pequeños Gigantes |
| GIGANTES EN ACCIÓN (Joaquín Prat)   | Pedro Yeste    | 10 años | Cádiz                      | Andrea Olmedo    | 10 años | Barcelona  | Alexia Castillo | 4 años | Barcelona | 1.os Expulsados de Pequeños Gigantes |
| GIGANTES EN ACCIÓN (Joaquín Prat)   | Pedro Yeste    | 10 años | Cádiz                      | Javi Molina      | 12 años | Barcelona  | Alexia Castillo | 4 años | Barcelona | 1.os Expulsados de Pequeños Gigantes |

### Concursantes que no pasaron al programa
| Cantantes     | Cantantes                  | Residente |
| ------------- | -------------------------- | --------- |
|               | Aina Méndez                | Barcelona |
| Iván Barrull  | Santander                  |           |
| Mar Hernández | Almería                    |           |
| Javier        | Las Palmas de Gran Canaria |           |
| Marta Sánchez | Sevilla                    |           |

| Bailarines                | Bailarines | Residente |
| ------------------------- | ---------- | --------- |
|                           | Ruth       | Madrid    |
| Daniel                    | Madrid     |           |
| Christian López Zamanillo | Málaga     |           |
| Iván Carrasco             | ¿?         |           |
| María Sharapshikova       | ¿?         |           |
| Marc Pons                 | ¿?         |           |

| Talentos | Talentos | Residente |
| -------- | -------- | --------- |
|          | Alexia   | Barcelona |
| Adrián   | Madrid   |           |

### Tabla de posiciones
| Pandillas          | 1.ª Gala | 2.ª Gala  | 3.ª Gala  | Acum. | 4.ª Gala   | Acum.      | 5.ª Gala*  | Acum.      | 6.ª Gala** | Acum. Final |
| ------------------ | -------- | --------- | --------- | ----- | ---------- | ---------- | ---------- | ---------- | ---------- | ----------- |
| Los Rebeldes       | Entran   | 24.6 (+1) | 25.8 (+1) | 52.4  | 25.2 (+2)  | 79.6       | 29.5 (+2)  | 111.1      | 31.2 (+2)  | 33.2        |
| Pequeños Guerreros | Entran   | 28.2      | 25.7      | 53.9  | 30.5       | 84.4       | 29.8 (+1)  | 115.2      | 30.2 (+2)  | 32.2        |
| Los Irresistibles  | Entran   | 24.0      | 29.3      | 53.3  | 27.4       | 80.7       | 28.7 (+1)  | 110.4      | Eliminados | Eliminados  |
| Superpoderosos     | Entran   | 24.7      | 27.1      | 51.8  | 25.9       | 77.7       | Eliminados | Eliminados | Eliminados | Eliminados  |
| Gigantes en Acción | Entran   | 24.5      | 27.0      | 51.5  | Eliminados | Eliminados | Eliminados | Eliminados | Eliminados | Eliminados  |

     Puntaje más alto de la gala.

     Puntaje más bajo de la gala.

     Puntaje acumulado más alto.

     Pandilla eliminada.

 (+1) Puntos extra.

     Pasa directamente a la final por calificación.
- (*) La 5.ª gala fue denominada la "semifinal" participando las 3 pandillas semifinalistas, de las cuales 2 obtenían el pase a la final y la otra quedaba automáticamente eliminada.
- (**) La 6.ª gala fue denominada la "final grupal" participando los 2 pandillas finalistas.

### Puntuaciones de los talentos
| Talentos                        | 1.ª Gala | 2.ª Gala | 3.ª Gala | Acum. | 4.ª Gala  | Acum.     | 5.ª Gala   | Acum.      | 6.ª Gala   | Acum. Final |
| ------------------------------- | -------- | -------- | -------- | ----- | --------- | --------- | ---------- | ---------- | ---------- | ----------- |
| Triana (Los Rebeldes)           | Entra    | 8.5      | 8.3      | 16.8  | 9.2       | 26        | 10 (+1)    | 37         | 9.7        | 46.7        |
| Pablo (Pequeños Guerreros)      | Entra    | 9.0 (+1) | 8.7      | 18.7  | 10 (+1)   | 29.7      | 10         | 39.7       | 9.7 (+1)   | 50.4        |
| Samuel (Los Irresistibles)      | Entra    | 8.0      | 9.3 (+1) | 18.3  | 8.7       | 27        | 10         | 37         | Eliminado  | Eliminado   |
| Daniela e Iván (Superpoderosos) | Entra    | 8.0      | 8.7      | 16.7  | 8.5       | 25.2      | Eliminados | Eliminados | Eliminados | Eliminados  |
| Alexia (Gigantes en Acción)     | Entra    | 8.0      | 9.0      | 17.0  | Eliminada | Eliminada | Eliminada  | Eliminada  | Eliminada  | Eliminada   |

     Puntaje más alto de la gala (sin contar puntos extra).

     Puntaje más bajo de la gala (sin contar puntos extra).

 (+1) Puntos extra.

     Puntaje acumulado más alto.

      Pandilla eliminada.

### Puntuaciones de los cantantes
| Cantantes                   | 1.ª Gala | 2.ª Gala | 3.ª Gala | Acum. | 4.ª Gala  | Acum.     | 5.ª Gala  | Acum.     | 6.ª Gala  | Acum. Final |
| --------------------------- | -------- | -------- | -------- | ----- | --------- | --------- | --------- | --------- | --------- | ----------- |
| Aarón (Los Rebeldes)        | Entra    | 7.8      | 9.3      | 17.1  | 7.5 (+1)  | 25.6      | 9.5 (+1)  | 36.1      | 9.5 (+1)  | 46.6        |
| Evelyn (Pequeños Guerreros) | Entra    | 8.2 (+1) | 8.7      | 17.9  | 9.8       | 26.7      | 9.8       | 36.5      | 9.5       | 46          |
| Bibiana (Los Irresistibles) | Entra    | 7.7      | 9.0      | 16.7  | 8.7       | 25.4      | 8.7       | 34.1      | Eliminada | Eliminada   |
| Eva (Superpoderosos)        | Entra    | 8.0      | 8.7      | 16.7  | 7.7       | 24.4      | Eliminada | Eliminada | Eliminada | Eliminada   |
| Pedro (Gigantes en Acción)  | Entra    | 8.5      | 8.5 (+1) | 18.0  | Eliminado | Eliminado | Eliminado | Eliminado | Eliminado | Eliminado   |

     Puntaje más alto de la gala (sin contar puntos extra).

     Puntaje más bajo de la gala (sin contar puntos extra).

 (+1) Puntos extra.

     Puntaje acumulado más alto.

      Pandilla eliminada.

### Puntuaciones de las parejas de baile
| Parejas                             | 1.ª Gala | 2.ª Gala | 3.ª Gala | Acum. | 4.ª Gala   | Acum.      | 5.ª Gala   | Acum.      | 6.ª Gala   | Acum. Final |
| ----------------------------------- | -------- | -------- | -------- | ----- | ---------- | ---------- | ---------- | ---------- | ---------- | ----------- |
| Ariadna y Felipe (Los Rebeldes)     | Entran   | 8.3 (+1) | 8.2 (+1) | 18.5  | 8.5 (+1)   | 28         | 10         | 38         | 10 (+1)    | 49          |
| María y Álvaro (Pequeños Guerreros) | Entran   | 9.0      | 8.3      | 17.3  | 9.7        | 27         | 10         | 37         | 10         | 47          |
| María y Daniel (Los Irresistibles)  | Entran   | 8.3      | 10       | 18.3  | 10         | 28.3       | 10 (+1)    | 39.3       | Eliminados | Eliminados  |
| Lucía y Arturo (Superpoderosos)     | Entran   | 8.7      | 9.7      | 18.4  | 9.7        | 28.1       | Eliminados | Eliminados | Eliminados | Eliminados  |
| Andrea y Javi (Gigantes en Acción)  | Entran   | 8.0      | 8.5      | 16.5  | Eliminados | Eliminados | Eliminados | Eliminados | Eliminados | Eliminados  |

     Puntaje más alto de la gala (sin contar puntos extra).

     Puntaje más bajo de la gala (sin contar puntos extra).

 (+1) Puntos extra.

     Puntaje acumulado más alto.

      Pandilla eliminada.

### Invitados
- Ed Sheeran, (Gala 1)
- Antonio Orozco, (Gala 2)
- Ruth Lorenzo, (Gala 2)
- Auryn, (Gala 3)
- Chenoa, (Gala 3)
- Manuel Carrasco, (Gala 4)
- María Parrado, (Gala 4)
- Pablo López, (Gala 4)
- David Barrull, (Gala 5)
- Sweet California, (Gala 5)
- David Bustamante, (Gala 6)
- Abraham Mateo, (Gala 6)
- Soraya Arnelas, (Gala 6)
- Dreamland, (Gala 6)
- Los Chunguitos, (Gala 7)

### Audiencias
| Fecha      | Características del Programa                                       | Audiencia         | Ref.   |
| ---------- | ------------------------------------------------------------------ | ----------------- | ------ |
| 09/09/2014 | Gala 1 / Presentación de pandillas                                 | 3 312 000 (25,1%) | [ 5 ]  |
| 17/09/2014 | Gala 2 / Ganadores Pequeños Guerreros                              | 2 730 000 (20,4%) | [ 6 ]  |
| 24/09/2014 | Gala 3 / Expulsión de Gigantes en acción                           | 2 958 000 (22,5%) | [ 7 ]  |
| 01/10/2014 | Gala 4 / Expulsión de Superpoderosos                               | 3 040 000 (24,5%) | [ 8 ]  |
| 08/10/2014 | Gala 5 / Semifinal / Expulsión de Los Irresistibles                | 2 986 000 (23,1%) | [ 9 ]  |
| 15/10/2014 | Gala 6 / Final grupal / Ganadores Los Rebeldes                     | 3 235 000 (24,0%) | [ 10 ] |
| 22/10/2014 | Gala 7 / Final individual / Ganadores Pablo, Pedro, María y Álvaro | 2 851 000 (21,5%) | [ 11 ] |

     Récord histórico de audiencia.

     Programa líder de audiencia en su franja horaria (horario estelar y franja nocturna).

     Mínimo histórico de audiencia.

### Tras el programa
- Evelyn Cabrera participó como concursante en la segunda edición de La voz Kids, quedando en el equipo de David Bisbal. El 24 de febrero de 2017, formó el trío Pepper3 junto con Aina Méndez y Kaila Kazoka.
- Iván Barrull participó como concursante en la cuarta edición de La Voz Kids, quedando en el equipo de Rosario Flores.
- Mar Hernández participó como concursante en la segunda edición de La Voz Kids, quedando en el equipo de Manuel Carrasco. Y días más tarde, participó como concursante en la primera temporada de Fenómeno Fan de Disney Channel.

## Segunda temporada: 2015

### Presentador
| Presentador   | Edad    | Profesión   | Duración |
| ------------- | ------- | ----------- | -------- |
| Jesús Vázquez | 50 años | Presentador | 2015     |

### Jurado
| Jurado               | Edad    | Lugar de residencia | Profesión                      |
| -------------------- | ------- | ------------------- | ------------------------------ |
| Mónica Naranjo       | 40 años | Gerona              | Cantante y jurado en TV        |
| Florentino Fernández | 42 años | Madrid              | Presentador, actor y humorista |
| Marbelys Zamora      | 39 años | Madrid              | Bailarina y coreógrafa         |

### Padrinos
| Padrinos       | Edad    | Lugar de residencia | Profesión                                                                    |
| -------------- | ------- | ------------------- | ---------------------------------------------------------------------------- |
| Roko           | 25 años | Jaén                | Cantante y actriz; finalista de El número uno y ganadora de Tu cara me suena |
| Dama           | 28 años | Sevilla             | Cantante                                                                     |
| Pablo Gomariz  | 6 años  | Murcia              | Concursante de Pequeños Gigantes 2014.                                       |
| Jorge González | 27 años | Madrid              | Cantante; concursante de La Voz y OT 2006                                    |
| Sergio Alcover | 33 años | Valencia            | Bailarín, coreógrafo y cantante                                              |

### Pandillas
Cada pandilla está conformada por capitán famoso, un cantante, una pareja de bailarines y un talento.
| Pandilla                           | Cantantes            | Edad    | Residente  | Bailarines             | Edades  | Residentes                 | Talentos                | Edad   | Residente | Puesto alcanzado                     |
| ---------------------------------- | -------------------- | ------- | ---------- | ---------------------- | ------- | -------------------------- | ----------------------- | ------ | --------- | ------------------------------------ |
| GIGANTES EN ACCIÓN (Roko)          | Aina Méndez          | 12 años | Barcelona  | Nuria Mordillo Ramírez | 9 años  | Mérida                     | Ángel                   | 6 años | Alicante  | Ganadores de Pequeños Gigantes       |
| GIGANTES EN ACCIÓN (Roko)          | Aina Méndez          | 12 años | Barcelona  | Daniel Donoso García   | 10 años | Mérida                     | Ángel                   | 6 años | Alicante  | Ganadores de Pequeños Gigantes       |
| LOS IRRESISTIBLES (Dama)           | Ramón Campos Barroso | 11 años | Sevilla    | Giulia                 | 12 años | Alicante                   | Claudia y Nayeli        | 5 años | Málaga    | Segundo Lugar de Pequeños Gigantes   |
| LOS IRRESISTIBLES (Dama)           | Ramón Campos Barroso | 11 años | Sevilla    | Laura                  | 10 años | Alicante                   | Claudia y Nayeli        | 5 años | Málaga    | Segundo Lugar de Pequeños Gigantes   |
| PEQUEÑOS GUERREROS (Pablo Gomariz) | Kaila Kazoka         | 12 años | Santander  | Andrés Velázquez       | 12 años | Mérida                     | Alba                    | 5 años | Murcia    | 3.os Expulsados de Pequeños Gigantes |
| PEQUEÑOS GUERREROS (Pablo Gomariz) | Kaila Kazoka         | 12 años | Santander  | Silvia Mordillo        | 12 años | Mérida                     | Alba                    | 5 años | Murcia    | 3.os Expulsados de Pequeños Gigantes |
| SUPERPODEROSOS (Jorge González)    | Índara               | 8 años  | Málaga     | Brian                  | 10 años | Las Palmas de Gran Canaria | Iker, Daniela y Adriana | 6 años | Madrid    | 2.os Expulsados de Pequeños Gigantes |
| SUPERPODEROSOS (Jorge González)    | Índara               | 8 años  | Málaga     | ¿?                     | ¿?      | ¿?                         | Iker, Daniela y Adriana | 6 años | Madrid    | 2.os Expulsados de Pequeños Gigantes |
| LOS REBELDES (Sergio Alcover)      | Iker                 | 11 años | Pontevedra | Cristina Martínez      | 10 años | ¿?                         | Juanmi                  | 5 años | Córdoba   | 1.os Expulsados de Pequeños Gigantes |
| LOS REBELDES (Sergio Alcover)      | Iker                 | 11 años | Pontevedra | ¿?                     | ¿?      | ¿?                         | Juanmi                  | 5 años | Córdoba   | 1.os Expulsados de Pequeños Gigantes |

### Concursantes que no pasaron al programa
| Cantantes | Cantantes         | Residente                  |
| --------- | ----------------- | -------------------------- |
|           | Ariadna y Nadinne | Las Palmas de Gran Canaria |
| Helena    | Tarragona         |                            |
| Aroa Defe | Pamplona          |                            |

| Bailarines | Bailarines | Residente |
| ---------- | ---------- | --------- |
|            | Tania      | Barcelona |
| Lucía      | Barcelona  |           |
| Álvaro     | La Coruña  |           |
| Joaky      | Santander  |           |
| Victoria   | Cataluña   |           |
| Iván       | Madrid     |           |
| Daniela    | Madrid     |           |

| Talentos | Talentos | Residente |
| -------- | -------- | --------- |
|          | Patricia | Alicante  |
| Antonio  | ¿?       |           |

### Invitados
- Merche (Gala 2)
- Edurne (Gala 2)
- Christian Gálvez (Gala 3)
- Pablo López (Gala 3)
- Paula Rojo (Gala 3)
- Maldita Nerea (Gala 4)
- Ele (Gala 4)
- Gemeliers (Gala 5)
- Niña Pastori (Gala 5)
- Ruth Lorenzo (Gala 6)
- Henry Méndez (Gala 6)
- Lili Hergueta (Gala 6)
- Calum Heaslip (Gala 6)
- Nek (Gala 7)
- Dvicio (Gala 7)
- Abraham Mateo (Gala Navidad)
- Roko (Gala Navidad)
- El rey león (musical) (Gala Navidad)
- David DeMaría (Gala Navidad)
- India Martínez (Gala Navidad)
- Ana Torroja (Gala Navidad)
- Ana Rosa Quintana (Gala Navidad)
- Camela (Gala Navidad)
- Manuel Carrasco (Gala Navidad)
- Mario Vaquerizo (Gala Navidad)
- Pablo López (Gala Navidad)
- Antonio Orozco (Gala Navidad)
- Paloma San Basilio (Gala Navidad)
- Sweet California (Gala Navidad)
- Carlos Baute (Gala Navidad)
- Auryn (Gala Navidad)
- Álvaro Soler (Gala Navidad)
- Jorge González (Gala Navidad)
- Niña Pastori (Gala Navidad)
- Amelie (Gala Navidad)
- La Dama (Gala Navidad)

### Audiencias
| Fecha      | Características del Programa                         | Audiencia         | Ref.   |
| ---------- | ---------------------------------------------------- | ----------------- | ------ |
| 02/11/2015 | Gala 1 / Presentación de pandillas y nuevo jurado    | 2 943 000 (20,0%) | [ 12 ] |
| 09/11/2015 | Gala 2 / Expulsión Los Rebeldes                      | 2 498 000 (16,4%) | [ 13 ] |
| 16/11/2015 | Gala 3 / Ninguna expulsión                           | 2 105 000 (16,0%) | [ 13 ] |
| 23/11/2015 | Gala 4 / Expulsión Superpoderosos                    | 2 021 000 (14,8%) | [ 14 ] |
| 30/11/2015 | Gala 5 / Expulsión Pequeños Guerreros                | 2 104 000 (15,2%) | [ 15 ] |
| 07/12/2015 | Gala 6 / Final grupal / Ganadores Gigantes en Acción | 1 829 000 (11,3%) | [ 16 ] |

### Final de finales
| Fecha      | Características del Programa                                           | Audiencia         | Ref.   |
| ---------- | ---------------------------------------------------------------------- | ----------------- | ------ |
| 14/12/2015 | Gala 1 / Final de final / Ganadores: Los Rebeldes & Gigantes en Acción | 1 630 000 (10,9%) | [ 17 ] |

### Especiales
| Fecha      | Características del Programa | Audiencia         | Ref.   |
| ---------- | ---------------------------- | ----------------- | ------ |
| 21/12/2015 | Gala 1 / Navidad Gigante     | 1 628 000 (14,2%) | [ 18 ] |

     Programa líder de audiencia en su franja horaria (horario estelar y franja nocturna).

     Mínimo histórico de audiencia.

### Tras el programa
- Aina Méndez logra ganar en el concurso, después de haberse presentado en la primera edición. El 24 de febrero de 2017, formó el trío Pepper3 junto con Evelyn Cabrera y Kaila Kazoka.
- Aroa Defe participó como concursante en la tercera edición de La Voz Kids, quedando en el equipo de David Bisbal.
- Kaila Kazoka: El 24 de febrero de 2017, formó el trío Pepper3 junto con Aina Méndez y Evelyn Cabrera.
- Ramón Campos Barroso participó como concursante en la cuarta edición de La Voz Kids, quedando en el equipo de Rosario Flores.

## Palmarés dePequeños gigantes
| Edición                             | Fecha | Ganadores          | Subcampeones       |
| ----------------------------------- | ----- | ------------------ | ------------------ |
| Pequeños gigantes (Primera edición) | 2014  | Los Rebeldes       | Pequeños Guerreros |
| Pequeños gigantes (Segunda edición) | 2015  | Gigantes en Acción | Los Irresistibles  |

## Audiencia media
Estas han sido las audiencias de las ediciones del programa Pequeños gigantes:
| Edición                              | Fecha | Cadena    | Emisiones | Espectadores | Cuota de audiencia |
| ------------------------------------ | ----- | --------- | --------- | ------------ | ------------------ |
| Pequeños gigantes (Primera edición)  | 2014  | Telecinco | 6         | 3 043 500    | 23,3%              |
| Pequeños gigantes (Final Individual) | 2014  | Telecinco | 1         | 2 851 000    | 21,5%              |
| Pequeños gigantes (Segunda edición)  | 2015  | Telecinco | 6         | 2 250 000    | 15,7%              |

## Adaptaciones
- En marzo de 2011, México estrenó la versión original Pequeños gigantes a través del Canal de las Estrellas de Televisa.
- En 2011, Costa Rica[19] se convierte en el primer país en adquirir el formato de Pequeños gigantes, por Telética, Canal 7.
- En 2012, Panamá[20][21][22][23] se convierte en el segundo país en realizar el formato, por Telemetro, Canal 13.
- En junio de 2012, Ecuador[24] se convierte en el tercer país en adquirir el formato, producido por el canal Teleamazonas,[25][26][27] donde actualmente se transmite la segunda edición de la versión original.
- En 2013 Perú[28] adquiere el formato de Pequeños gigantes, por América Televisión siendo los conductores Federico Salazar y Katia Condos se desconoce la fecha exacta del estreno.
- En septiembre de 2013 Uruguay adquiere el formato de Pequeños gigantes por Teledoce.
- Paraguay adquiere el formato de Pequeños gigantes. Se empezó a emitir desde abril de 2014 por Telefuturo.[29]
- Chile adquiere el formato de Pequeños gigantes. Se empezó a emitir desde enero de 2015 por Chilevisión.
- En 2015 llega también en Portugal Pequeños Gigantes, emitido por la cadena TVI[30]